# Devičany
Devičany (em alemão: Prandorf; húngaro: Baka) é um município da Eslováquia, situado no distrito de Levice, na região de Nitra. Tem 29,88 km² de área e sua população em 2018 foi estimada em 373 habitantes.

## Demografia
| Ano:        | 1994 | 2004    | 2014   | 2024   |
| ----------- | ---- | ------- | ------ | ------ |
| Broj ljudi: | 431  | 382     | 388    | 401    |
| Razlika:    |      | -11,36% | +1,57% | +3,35% |

| Ano:               | 2023 | 2024   |
| ------------------ | ---- | ------ |
| Número de pessoas: | 400  | 401    |
| Diferença:         |      | +0,25% |